# جيرول واين ليتلس
 جيرول واين ليتلس  (بالإنجليزية: J. Wayne Littles)‏ (مواليـد 1939) المديـر الثامن لمركز ناسا مارشال لرحـلات الفضاء الموجود في هـانتسفيل بولاية الاباما. شغل منصب المدير من 3 فبراير 1996 ، إلى 3 يناير 1998.